# Franziskusschule Wilhelmshaven
Die Franziskusschule Wilhelmshaven ist eine Oberschule in katholischer Trägerschaft. Im Schuljahr 2019/2020 besuchen ca. 350 Schüler und Schülerinnen die Klassen 5. bis 10. und werden dabei von etwa 40 Lehrern und Lehrerinnen unterrichtet.
Die Schule ist zweizügig (in den Jahrgängen 9 und 10 dreizügig) und wird als gebundene Ganztagsschule geführt. Die Schülerschaft kommt aus der Stadt und den umliegenden Gemeinden. Da es sich um eine konfessionelle Angebotsschule handelt, werden nur bis zu 50 % nicht katholische Schüler aufgenommen.
Seit 1982 heißt die Schule „Franziskusschule Wilhelmshaven“. Sie trägt den Namen des heiligen Franziskus, des Begründers des Franziskanerordens. Dieser lebte von 1182 bis 1226 als Sohn eines reichen Tuchhändlers, entschied sich aber für ein Leben in Armut und im Dienst am Nächsten. In jeder Pflanze und in jedem Tier, vor allem aber in jedem Menschen, sah er Gottes Geschöpf und Geschenk.
Das Leben und Wirken des Namenspatrons soll auch Leitlinie für die pädagogische Arbeit an der Schule sein. Besonders seine Achtsamkeit für die Schöpfung, Einfachheit, Freude und Demut sollen Vorbild im Schulalltag sein. Der Namenstag des Heiligen Franziskus am 4. Oktober ist an der Schule immer ein besonderer Fest- und Aktionstag.

## Geschichte
Die Schule wurde 1901 als staatliche Volksschule errichtet. Nach dem Zweiten Weltkrieg ging der Schulbetrieb in katholische Trägerschaft über, die Gebäude blieben jedoch noch bis 1987 in städtischem Besitz.
Mitte der 1970er Jahre erfolgte die Erweiterung zunächst um eine Orientierungsstufe, später die Umbildung zur Haupt- und Realschule. Von 1989 bis 1991 erfolgte eine umfangreiche Sanierung und Umgestaltung der Schulgebäude. Nach der Aufgabe und dem Abriss des Standortes Peterstraße ist die ganze Schule am Standort Mitscherlichstraße zu finden.

## Schriften
- Jahresbericht über die in der Entwickelung begriffene Realschule zu Wilhelmshaven, 1900 Digitalisat
- Schulprogramme der Städtischen Oberrealschule zu Wilhelmshaven, 1909–1911 und 1914–1915 Digitalisat